# Свердловска област
Свердловска област е субект на Руската Федерация, влизаща в състава на Уралския федерален окръг
. Площ 194 226 km2 (17-о място по големина в Руската Федерация, 1,13% от нейната площ). Население на 1 януари 2021 г. 4 290 067 души (5-о място в Руската Федерация, 2,94% от нейното население). Административен център град Екатеринбург. Разстояние от Москва до Екатеринбург 1667 km.

## Историческа справка
Първите руски градове на територията на Свердловска област възникват в края на ХVІ в. – Верхотуре (1598 г.) и Туринск (1600 г.). През ХVІІІ в. за градове са утвърдени селищата: Екатеринбург 1722 г., Ирбит 1775 г., Камишлов и Красноуфимск 1781 г. Всичките останали 41 града са признати за такива през ХХ в. Свердловска област е образувана на 17 януари 1934 г. при разделянето на отделни части на бившата Уралска област.

## Географска характеристика

### Географско положение, граници, големина
Свердловска област е разположена в западната част на Азиатска Русия, а част от нейната територия се намира и в Европейската част на Русия. На североизток граничи с Ханти-Мансийски автономен окръг, на изток – с Тюменска област, на юг – с Курганска и Челябинска област, на югозапад – с Република Башкортостан, на запад – с Пермски край и на северозапад – с Република Коми. В тези си граници заема площ от 194 307 km2 (16-о място по големина в Руската Федерация, 1,13% от нейната площ).

### Релеф
Областта заема основно източните склонове Среден Урал и части от Северен Урал и западните покрайнини на Западносибирската низина, а крайните ѝ югозападни части попадат по западните склонове на Среден Урал, в Европейската част на Русия. Около 1/4 от територията на областта е заето от планинските хребети на Урал. В Северен Урал се намират най-високите точки на областта – върховете Конжаковски Камен (1569 m) и Денежкин Камен (1492 m). Хребетите на Среден Урал са силно заоблени и ниски, като по-високи са западните им разклонения (средна височина 300 – 500 m). На изток се простира хълмистата меридионална полоса на Зауралския пенеплен (средна височина 200 – 300 m), а на югозапад малка площ заема слабохълмистото Предуралие (средна височина 250 – 300 m) – части от Уфимското плато и Силвинското възвишение. Около 1/3 от територията на Свердловска област на североизток и изток съставляват плоските участъци на Западносибирската низина (средна височина 100 – 200 m и по-малко).

### Климат
Климатът е континентален. Зимата е студена и продължителна със средна януарска температура в равнинните части на Зауралието от -20 °C на север, до -17 °C на югоизток и -15 °C на юг. Лятото е умерено топло, а на югозапад горещо със средна юлска температура от 16 °C на север и 19 °C на югоизток. Продължителността на вегетационния период (минимална денонощна температура 5 °C) е до 160 денонощия. Годишната сума на валежите в равнините на Зауралието варира от 500 mm на север до 350 – 400 mm на югоизток, а в крайните югоизточни части и в планините на Урал до 500 – 600 mm и повече.

### Води
Речната мрежа на Свердловска област е представена от 18 414 реки (с дължина над 10 km) с обща дължина над 68 хил. km и принадлежи към два водосборни басейна: на река Об (84,6% от територията), вливаща се в Карско море и река Волга (15,4%), вливаща се в Каспийско море. Основните реки принадлежащи към водосборния басейн на река Об са притоците от първи, втори и трети порядък на река Тобол (ляв приток на Иртиш, ляв приток на Об) Исет, Тавда и Тура (притоци на Тобол); Ница, Пишма и (притоци на Тура; Лозва, Сосва и Пелим (притоци на Тавда). Основните реки принадлежащи към водосборния басейн на Волга са: Чусовая (ляв приток на Кама, ляв приток на Волга) с притока си Силва и Уфа (десен приток на Белая, ляв приток на Кама. Уралските планински реки се характеризират с дълбоко врязани долини, бързо течение, каменисто дъно и многочислени прагове и бързеи. Реките в равнините са със спокойно течение, протичат в широки долини и образуват множество меандри. Подхранването на реките е смесено с преобладаване на снежното, съставляващо 85 – 90% в южните части и 60 – 65% в пределите на Урал. Реките от водосборния басейн на Волга имат високо пролетно пълноводие, лятно маловодие, нарушавано от епизодични прииждания в резултат на поройни дъждове и ясно изразено зимно маловодие. Водният режим на реките, принадлежащи към басейна на Об, се отличава със слабо изразено и разтегнато във времето пролетно пълноводие, устойчиво лятно-есенно маловодие, нарушавано от епизодични прииждания в резултат от поройни дъждове и ясно изразено зимно маловодие. В крайните южни части някои от по-малките реки през лятото пресъхват.
В Свердловска област са разположени 8850 езера и изкуствени водоеми с обща площ около 1350 km2 (езерност 0,7%), като само около 2 хил. от тях са площ над 10 дка. По произход езерата се отнасят към тектонските, крайречните (старици), ерозионно-акумулативните, суфозионните и карстовите. Най-голямото естествено езеро в областта е Пелимски Туман (65 km2), на река Пелим в североизточната част, а най-големите изкуствени водоеми са Белоярското и Волчихинското водохранилища на реките Пишма и Чусовая. Блатата и заблатените земи заемат 10,53% от територията на областта – 20 461 km2.

### Почви, растителност, животински свят
Подзолистите почви заемат 36,7% от цялата площ, подзолисто-блатните, торфено-блатните и заблатените почви – 18,2%, ливодно-подзолистите почви – 14,8%, сивите горски и ливадните почви – 12,9%, черноземните и ливадно-черноземните (на югоизток и югозапад) – 11,3%.
Голяма част от територията на областта лежи в горската зона, а на югоизток и на места на югозапад – в лесостепната зона. Горите заемат 61% от нейната територия, в т.ч. иглолистни гори – 2/3. Запасите от дървесина се изчисляват на 1,5 млрд. m3 (от тях бор и смърч – 0,9 млрд.m3). Значителни са запасите от залежи на торф – 3,6 мрд. тона.
Преобладава типичната фауна за тайгата: белка, заек, лисица, лос, собол и множество видове птици.

## Население
На 1 януари населението на Свердловска област наброява 4 325 256 души (5-о място в Руската Федерация, 2,94% от нейното население). Средната гъстота е 22,26 души на km2 градското население е 84,78%. При преброяването на населението на Руската федерация през 2010 г. етническият състав на областта е следният: руснаци 3 684 843 души (90,6%), татари 143 803 (3,5%), украинци 35 563 (0,9%), башкири 31 183 (0,8%).

## Административно-териториално деление
В административно-териториално отношение Свердловска област се дели на 68 областни градски окръга, 5 муниципални района, 47 града, в т.ч. 43 града с областно подчинение, 2 града с районно подчинение (Нижние Серги и Михайловск) и 2 града с особен статут (Лесной и Новоуралск) и 27 селища от градски тип, в т.ч 2 сгт с особен статут.
| Административна единица    | Площ (km2) | Население (2018 г.) | Административен център | Население (2018 г.) | Разстояние до Екатеринбург (km) | Други градове и сгт с районно подчинение       |
| -------------------------- | ---------- | ------------------- | ---------------------- | ------------------- | ------------------------------- | ---------------------------------------------- |
| Областни градски окръзи    |            |                     |                        |                     |                                 |                                                |
| 1. МО гр. Алапаевск        | 1082       | 43 640              | гр. Алапаевск          | 37 653              | 180                             |                                                |
| 2. МО Алапаевско           | 4282       | 24 762              | сгт Верхная Синячиха   | 9795                | 200                             |                                                |
| 3. Арамилски ГО            | 22         | 18379               | гр. Арамил             | 15 102              | 24                              |                                                |
| 4. Артьомовски ГО          | 2027       | 56 592              | гр. Артьомовски        | 30 938              | 120                             |                                                |
| 5. Артински ГО             | 2774       | 27 864              | сгт Арти               | 13 003              | 286                             |                                                |
| 6. Асбестовски ГО          | 768        | 66 955              | гр. Асбест             | 64 666              | 86                              |                                                |
| 7. Ачитски ГО              | 2072       | 16 031              | сгт Ачит               | 4937                | 213                             |                                                |
| 8. Белоярски ГО            | 1323       | 34 954              | сгт Белоярски          | 11 972              | 60                              |                                                |
| 9. Берьозовски ГО          | 1126       | 74 344              | гр. Берьозовски        | 57 194              | 8                               |                                                |
| 10. Бисертски ГО           | 1289       | 9965                | сгт Бисерт             | 9626                | 100                             |                                                |
| 11. ГО Богданович          | 1498       | 45 971              | гр. Богданович         | 29 311              | 99                              |                                                |
| 12. ГО Верхнее Дуброво     | 34         | 5078                | сгт Верхнее Дуброво    | 5078                | 37                              |                                                |
| 13. ГО Верх Нейвински      | 49         | 4949                | сгт Верх Нейвински     | 4949                | 79                              |                                                |
| 14. Верхнесалдински ГО     | 1847       | 75 737              | гр. Верхняя Салда      | 72 733              | 195                             |                                                |
| 15. ГО Верхни Тагил        | 311        | 12 784              | сггр. Верхни Тагил     | 11 171              | 91                              |                                                |
| 16. ГО Верхняя Пишма       | 1045       | 83 017              | гр. Верхняя Пишма      | 69 117              | 13                              |                                                |
| 17. ГО Верхняя Тура        | 265        | 9167                | гр. Верхняя Тура       | 9167                | 227                             |                                                |
| 18. ГО Верхотурски         | 4926       | 16 076              | гр. Верхотуре          | 8651                | 306                             |                                                |
| 19. Волчански ГО           | 471        | 9140                | гр. Волчанск           | 8885                | 454                             |                                                |
| 20. Гарински ГО            | 16 774     | 4045                | сгт Гари               | 2148                | 415                             |                                                |
| 21. Горноуралски ГО        | 3625       | 33 479              | сгт Горноуралск        | 3503                | 168                             |                                                |
| 22. ГО Дегтярск            | 167        | 16 188              | гр. Дегтярск           | 16 141              | 58                              |                                                |
| 23. МО гр. Екатеринбург    | 1143       | 1 488 406           | гр. Екатеринбург       | 1 455 904           |                                 |                                                |
| 24. ГО Заречни             | 299        | 31 207              | гр. Заречни            | 27 617              | 60                              |                                                |
| 25. Ивделски ГО            | 20 786     | 21 990              | гр. Ивдел              | 16 090              | 510                             |                                                |
| 26. МО гр. Ирбит           | 64         | 37 443              | гр. Ирбит              | 37 443              | 204                             |                                                |
| 27. Ирбитско МО            | 4722       | 28 653              | сгт Пионерски          | 3081                | 201                             |                                                |
| 28. Каменски ГО            | 2141       | 28 323              | гр. Каменск Уралски    |                     | 100                             | Мартюш                                         |
| 29. МО гр. Каменск Уралски | 144        | 171 727             | гр. Каменск Уралски    | 169 929             | 100                             |                                                |
| 30. Камишловски ГО         | 52         | 26 538              | гр. Камишлов           | 26 538              | 143                             |                                                |
| 31. ГО Карпинск            | 5523       | 29 607              | гр. Карпинск           | 26 957              | 431                             |                                                |
| 32. Качканарски ГО         | 318        | 41 579              | гр. Качканар           | 39 338              | 294                             |                                                |
| 33. Кировградски ГО        | 662        | 26 335              | гр. Кировград          | 19 712              | 99                              |                                                |
| 34. ГО Краснотуринск       | 719        | 62 602              | гр. Краснотуринск      | 57 514              | 348                             |                                                |
| 35. ГО Красноуралск        | 1627       | 23 629              | гр. Красноуралск       | 23 142              | 119                             |                                                |
| 36. ГО Красноуфимск        | 428        | 39 304              | гр. Красноуфимск       | 38 731              | 224                             |                                                |
| 37. МО Красноуфимски окръг | 3412       | 26 001              | сгт Наталинск          | 1539                | 245                             |                                                |
| 38. Кушвински ГО           | 2386       | 38 599              | гр. Кушва              | 28 409              | 96                              |                                                |
| 39. ГО гр. Лесной          | 359        | 51 035              | гр. Лесной             | 49 149              | 248                             |                                                |
| 40. Малишевски ГО          | 155        | 10 707              | сгт Малишева           | 9254                | 100                             |                                                |
| 41. Махньовско МО          | 5754       | 5971                | сгт Махньово           | 3108                | 269                             |                                                |
| 42. Невянски ГО            | 1842       | 41 451              | гр. Невянск            | 23 348              | 99                              |                                                |
| 43. Нижнетурински ГО       | 1940       | 25 942              | гр. Нижняя Тура        | 20 217              | 243                             |                                                |
| 44. МО гр. Нижни Тагил     | 4106       | 358 724             | гр. Нижни Тагил        | 355 693             | 149                             |                                                |
| 45. ГО Нижняя Салда        | 591        | 17 672              | гр. Нижняя Салда       | 17 380              | 208                             |                                                |
| 46. Новолялински ГО        | 6206       | 21 745              | гр. Нова Ляля          | 11 974              | 320                             |                                                |
| 47. Новоуралски ГО         | 421        | 84 229              | гр. Новоуралск         | 81 577              | 84                              |                                                |
| 48. ГО Пелим               | 4905       | 3953                | сгт Пелим              | 3225                | няма път                        |                                                |
| 49. ГО Первоуралск         | 2054       | 147 520             | гр. Первоуралск        | 124 447             | 45                              |                                                |
| 50. Полевской ГО           | 1551       | 70 233              | гр. Полевской          | 62 259              | 57                              | Столбовая                                      |
| 51. Пишминска ГО           | 1899       | 19 537              | сгт Пишма              | 9748                | 186                             |                                                |
| 52. ГО Ревда               | 1106       | 64 291              | гр. Ревда              | 62 632              | 42                              |                                                |
| 53. Режевски ГО            | 1949       | 47 730              | гр. Реж                | 37 420              | 83                              |                                                |
| 54. ГО Рефтински           | 24         | 16 201              | сгт Рефтински          | 16 201              | 104                             |                                                |
| 55. ГО Свободни            | 280        | 8682                | сгт Свободни           | 8682                | 189                             |                                                |
| 56. Североуралски ГО       | 3504       | 41 169              | гр. Североуралск       | 26 543              | 512                             |                                                |
| 57. Серовски ГО            | 6690       | 106 217             | гр. Серов              | 97 762              | 388                             |                                                |
| 58. Сосвински ГО           | 4813       | 14 040              | сгт Сосва              | 8275                | 493                             |                                                |
| 59. ГО Среднеуралск        | 84         | 23 479              | гр. Среднеуралск       | 22 896              | 17                              |                                                |
| 60. ГО Староуткинск        | 612        | 3162                | сгт Староуткинск       | 3068                | 126                             |                                                |
| 61. ГО Сухой Лог           | 1682       | 48 734              | гр. Сухой Лог          | 34 018              | 114                             |                                                |
| 62. Сисертски ГО           | 2088       | 62 285              | гр. Сисерт             | 20 962              | 50                              |                                                |
| 63. Тавдински ГО           | 6539       | 39 456              | гр. Тавда              | 33 666              | 360                             |                                                |
| 64. Талицки ГО             | 4448       | 44 071              | гр. Талица             | 15 874              | 219                             |                                                |
| 65. Тугулимски ГО          | 3332       | 20 234              | сгт Тугулим            | 5738                | 268                             |                                                |
| 66. Турински ГО            | 7474       | 26 132              | гр. Туринск            | 17 316              | 263                             |                                                |
| 67. МО сгт Уралски         | 10         | 2455                | сгт Уралски            | 2455                | 41                              |                                                |
| 68. Шалински ГО            | 4852       | 20 049              | сгт Шаля               | 6470                | 147                             |                                                |
| Муниципални райони         |            |                     |                        |                     |                                 |                                                |
| 1. Байкаловски             | 2294       | 15 226              | с. Байкалово           | 8368                | 257                             |                                                |
| 2. Камишловски             | 2217       | 28 959              | гр. Камишлов           |                     | 143                             |                                                |
| 3. Нижнесергински          | 3690       | 40 503              | гр. Нижни Серги        | 9481                | 120                             | гр. Михайловск, Атиг, Верхние Серги, Дружинино |
| 4. Слободо-Турински        | 2709       | 13 210              | с. Туринская Слобода   | 7209                | 343                             |                                                |
| 5. Таборински              | 11 367     | 3121                | с. Табори              | 1916                | 359                             |                                                |

|  | Тази страница частично или изцяло представлява превод на страницата „Административно-территориальное деление Свердловской области“ в Уикипедия на руски. Оригиналният текст, както и този превод, са защитени от Лиценза „Криейтив Комънс – Признание – Споделяне на споделеното“, а за съдържание, създадено преди юни 2009 година – от Лиценза за свободна документация на ГНУ. Прегледайте историята на редакциите на оригиналната страница, както и на преводната страница, за да видите списъка на съавторите. ВАЖНО: Този шаблон се отнася единствено до авторските права върху съдържанието на статията. Добавянето му не отменя изискването да се посочват конкретни източници на твърденията, които да бъдат благонадеждни. |

## Икономика

### Полезни изкопаеми
Свердловска област е изключително богата на полезните изкопаеми: злато, платина, азбест, боксит, желязо, никел, хром, и мед. Това определя и характера на местната регионална икономика, в която преобладаващи отрасли са рудодобив и металургическа промишленост.

### Промишленост
В структурата на промишления комплекс доминират черната и цветната металургия (съответно 31% и 19% от обема на промишленото производство), обогатяване на уран и обогатяване на железни руди, машиностроене.
Уралската металургия започва да се развива още през 1703 г.
Свердловска област заема второ място в Русия по обема на промишлено производство, тук са разположени предприятията "Качканарски рудодобивен комбинат „Ванадий“, „Уралмаш“, „Богословски алуминиев завод“ и „Уралски алуминиеви заводи“.
Сред машиностроителните отрасли преобладава „тежкият военно-промишлен комплекс“ (производство на бронетанкова техника и боеприпаси), а също и тежко индустриално машиностроене (оборудване за добивната, енергийната и химическа промишленост).

## Селско стопанство
На цената на производството; 40% от селското стопанство е култура. Отглеждат фураж и зърнени култури
култури, както и картофи и зеленчуци. Има пчеларство.
| хиляди хектара | 1521 | 1516,3 | 1334,1 | 1175,1 | 959,6 | 851,9 | 866,4 |

### Транспорт
Свердловска област е важен транспортен възел. През нея преминават железопътни, автомобилни и въздушни магистрали от общонационално значение, в това число Транссибирската железопътна магистрала.